# Micrathyria venezuelae
Micrathyria venezuelae är en trollsländeart som beskrevs av De Marmels 1989. Micrathyria venezuelae ingår i släktet Micrathyria och familjen segeltrollsländor. Inga underarter finns listade i Catalogue of Life.